# 摩根县 (亚拉巴马州)
摩根县（英語：Morgan County）是位于美国亚拉巴马州中北部的一个县，县治迪凯特。根据美国人口普查局2020年统计，該縣共有人口12萬3,421人；人口比例白人約占85.07%、非裔占11.24%。